# III. Benedek pápa
III. Benedek (latinul: Benedictus), (?, Róma – 858. április 17., Róma) léphetett a pápai trónra 105.-ként a történelem folyamán 855 júliusában. Megválasztása ugyan kezdeti nehézségekbe ütközött, mégis nagy jelentőségű volt. A pápai primátus védelmezőjeként lépett fel a világi hatalmak ellen. Pontifikátusának ez volt az egyik alapja, a másikat még 846-ból örökölte. Ő is aktív részt vállalt a pogány szaracénok támadása után az újjáépítésből.

## Élete
Rómában született, apját Péternek nevezték. Az okos gyermeket korán a papok gondjaira bízták. Nevelői hamar becsülni kezdték Benedek értelmét, és így a papi pályán is nagy sikereket ért el. IV. Gergely pápa szubdiakónussá szentelte fel, majd később IV. Leó alatt bíborosi rangot kapott. Jósága és értelme miatt az egész városban népszerű volt. De a császár nem kedvelte, ugyanis gyakran utalt a világi befolyás visszaszorításának szükségességére. Amikor Leó meghalt a római nép nagy többséggel Benedeket választotta meg egyházfőnek. De a városi nemesség I. Lothár római császár és fia, II. Lajos kegyét lesték, ezért ők Benedek ellen foglaltak állást, és börtönbe vetették a bíborost. A császáriakat egy Leó által kiátkozott érsek, Anastasius Bibliotecarius meggyőzte erényeiről, így őt emelték a pápai trónra. De ezúttal a köznép nem engedett a nemeseknek és a császárnak, és túlerővel kiszabadították Benedeket a börtönből, majd Anasztázt elűzve a trónról, 855. október 6-án pápává szentelték fel. A nyílt lázadással Lothár sem tudott mit kezdeni, ezért elfogadta Benedeket a Laterán élén. Ezzel megtört a császárok hatalma a pápák megválasztásában.
Az eseménydús őszt maga mögött hagyva Benedek is felismerte a világi hatalom hanyatlását, és ezt a pápai primátus érvényre juttatásával akarta kihasználni. Levelet írt a frankföldi klérusnak, amelyben leírta, hogy II. (Kopasz) Károly királyságában az egyházat saját területein is háttérbe szorítják. Az elnyomásról pedig a klérus hallgatása is tehet. Ez a levél, amelyet Capitularia regnum Francorum néven ismerünk, felbátorította a francia klérust, és a féktelen Hubertus szubdiakónus ellen fordultak, aki Lotaringia királyának, II. Lothárnak a sógora volt, és nem ismert el semmiféle egyházi törvényt.
855 végén meghalt Burgundia és Itália ura, I. Lothár császár. Trónjának utódlásáért heves viták törtek ki gyermekei között. II. Lajos kapta Lombardiát és a császári címet, II. Lothár Lotaringia királya lett, és Kopasz Károlyé lett Burgundia területe. Fenn tudta tartani a kényes egyensúlyt a keleti egyházban is Ignatiosz konstantinápolyi pátriárka és Gergely szirakuszai püspök között. De nem csak a távoli Bizánccal volt kapcsolata Benedeknek. Pontifikátusa alatt érkezett Rómába az angolszászok királya, Æthelwulf és gyermeke, a későbbi Nagy Alfréd. Benedek áldását adta rájuk és királyságukra. A 847-es tűzvészben elpusztult Schola Anglorum épületét is felújították. De nem ez volt az egyetlen újítás Benedek uralkodása alatt. Több templomot is helyreállíttatott, és folytatta a Római Hercegség újjáépítését a szaracén rombolás után. 858. április 7-én halt meg. Sírját a Szent Péter-bazilika főbejáratánál helyezték el.

## Művei
- Documenta Catholica Omnia (latin nyelven). (Hozzáférés: 2011. december 6.)